# Afropomus balanoidea
Afropomus balanoidea е вид охлюв от семейство Ampullariidae. Видът е почти застрашен от изчезване.

## Разпространение
Разпространен е в Кот д'Ивоар, Либерия, Нигерия и Сиера Леоне.